# 2008年夏季殘疾人奧林匹克運動會愛沙尼亞代表團
2008年夏季殘疾人奧林匹克運動會愛沙尼亞代表團於2008年9月6日至17日參加在中國北京舉行的第13屆殘疾人奧運會。
愛沙尼亞在本屆殘奧會將派出5位運動員出戰包括田徑、射擊、游泳等三個項目。

## 獎牌榜
| 奖牌 | 运动员          | 项目 | 赛事               |
| ---- | --------------- | ---- | ------------------ |
| 銅牌 | 卡尔多·普洛米普 | 游泳 | 男子100米仰泳S10級 |

## 參賽項目
田徑、射擊、游泳